# Şahin K
Şahin K (* März 1968 in Ortaköy (Aksaray); bürgerlich Şaban Acar) ist ein ehemaliger türkischer Pornodarsteller und heutiger Schauspieler sowie Produzent. Er drehte über 90 Pornofilme und gilt heute als der bekannteste Genredarsteller aus der Türkei. Seine Filme wurden fast ausschließlich in Deutschland gedreht und vertrieben.

## Biografie
Acar wurde 1968 in Ortaköy, einer circa 20.000 Einwohner zählenden Stadt in der Provinz Aksaray in Zentralanatolien geboren. Er verließ die Schule nach der Grundschule und arbeitete später als KfZ-Mechatroniker. In den 1990er Jahren heiratete er eine Deutschtürkin und zog zu ihr nach Stuttgart. Das Paar bekam einen Sohn und Acar war als Fabrikarbeiter beschäftigt. Als herauskam, dass Acars Frau ihn mit einem anderen Mann betrogen hatte, ließ er sich von ihr scheiden und lebte fortan alleine.
Zu seinen ersten Berührungen mit der Erotikbranche kam er durch einen Nebenjob als Telefonist bei einem Verleger für pornografische Filme aus den 1970er Jahren: Es hätten sich viele Anrufer über die schlechte Qualität der Filme beschwert, dies führte Acar zu dem Entschluss, fortan selbst als Darsteller in Erscheinung zu treten. Ein anderer Grund, Pornodarsteller zu werden, sei nach eigenen Angaben, um „Rache“ an seiner Ex-Frau zu üben gewesen. So hatte Acar seinen ersten Pornodreh im Jahr 1999, seine Partnerin war eine Dame, die sich eigentlich als Sekretärin beim Verleger beworben hatte, von Acars Vorschlag, einen Porno zu drehen, aber überzeugen ließ. Der Dreh wurde zum Erfolg, die Filme verkauften sich gut und Acar beschloss nun endgültig, als aktiver Pornodarsteller weiterzuarbeiten. In den Folgejahren kamen mehr als 90 Pornofilme zustande, in denen er besonders durch seine humoristische Art und vulgäre Wortwahl auffiel und die ihn letztendlich zur Kultfigur werden ließen. Wegen seiner Statur (er ist 1,68 m groß und wiegt über 90 Kilo) wurde er gelegentlich auch als der „türkische Ron Jeremy“ bezeichnet. Für seinen Film Hizmetçi Kız (dt.: „Die Haushälterin“) gewann er 2002 einen Award bei dem Erotik Film Festival Berlin.
2007 erklärte Acar offiziell seinen Rückzug aus der Erotikbranche und gab an, sich fortan seiner Schauspielkarriere widmen zu wollen. 2011 erschien sein Film Günah Keçisi mit ihm als Hauptdarsteller in ausgewählten Kinos in der Türkei. Auch war er als Produzent für Serien und Kurzfilme (ohne erotischen Inhalt) tätig. Er lebt heute abwechselnd in Deutschland und in der Türkei und ist ledig.

## Trivia
- Der Rapper Summer Cem widmete Şahin K ein Lied (welches ebenfalls Şahin K heißt).
- 2003 wurde er wegen Erregung öffentlichen Ärgernisses in der Türkei verhaftet und verbrachte 10 Tage im Gefängnis, der Grund dafür war Sex an öffentlichen Plätzen. Er selbst äußerte sich später mit Bedauern zu diesem Vorfall und erklärte, dass er es zwar draußen, aber nicht in aller Öffentlichkeit getan hätte und mehr oder weniger „erwischt“ worden wäre.
- Noch immer würden viele Fans ihn regelmäßig darum bitten, als Pornodarsteller zurückzukehren, dies möchte Acar jedoch nicht, da er den Leuten als Comedian und nicht als Pornodarsteller in Erinnerung bleiben wolle.
- Seine Eltern hätten in seine Entscheidung, Pornos zu drehen, eingewilligt, obwohl sie dagegen waren.
- Einmalig trat Acar auch als Sänger mit dem Song Tornisten Bas Kaptan! in Erscheinung.

## Filmografie (Auswahl)
- Çılgın Sekreter Jale
- Köylü Kızı
- Yanıyorum Doktor Şahin
- Hizmetçi Kız
- Telekızlar
- Üniversiteli Kızlar
- Ne Umdum Ne Buldum
- Ateş Parçası
- Jale Almanya'da
- Otostopçu Kızlar
- Aşk Adası
- Tornisten Bas Kaptan
- Şahin Ağa Berlin'de
- Temizlikçi Kız
- Gerdek Gecesi
- Hamam
- Doğum Günü Partisi
- Şeyhin Haremi
- Fortçular
- Baldız Baldan Tatlıdır
- Bekçinin Karısı
- Harem Bülbülü
- Yalan Adası
- Günah Keçisi